# Metschnikowia drosophilae
Metschnikowia drosophilae är en svampart som beskrevs av Lachance 2001. Metschnikowia drosophilae ingår i släktet Metschnikowia och familjen Metschnikowiaceae.   Inga underarter finns listade i Catalogue of Life.